# زیررده قارچ‌های قلوه‌ای
آکاروسپورومیستیدائه (نام علمی: Acarosporomycetidae) نام یک زیررده از زیربخش قارچ‌های فنجانی است.